# Jewgienij Nikołajew (snajper)
Jewgienij Adrianowicz Nikołajew, ros. Евгений Адрианович Николаев (ur. 1 września 1920 w Tambowie, zm. 22 lutego 2002 tamże) – radziecki snajper, uczestnik II wojny światowej.

## Życiorys
Urodził się 12 sierpnia 1920 w mieście Tambow. Przed wybuchem wojny pracował jako scenograf w teatrze. W 1940 został wcielony w szeregi Armii Czerwonej. Służbę pełnił m.in. w 154 Pułku Piechoty i 14 Pułku Piechoty Zmotoryzowanej należącym do 21 Dywizji Piechoty Zmotoryzowanej Wojsk NKWD. W walce z Niemcami zaliczono mu 324 trafienia. Po odniesieniu kolejnej ciężkiej rany, w 1942 przeniesiony został do struktur Smierszu w swojej dywizji. Szlak bojowy wiodący przez Rygę, Tallinn i Gdańsk zakończył w Berlinie w stopniu kapitana gwardii. Złożył nawet swój podpis na ścianie Reichstagu. 
Po zakończeniu wojny pracował w gazecie Tambowska Prawda. W swej książce Czerwony snajper. Wspomnienia z frontu wschodniego gloryfikuje żołnierzy Armii Czerwonej i wybiela NKWD w którym służył.

## Ordery i odznaczenia
- Order Czerwonego Sztandaru[5]
- Order Wojny Ojczyźnianej I klasy

Oprócz wspomnianych orderów otrzymał też zegarek, za aktywne tępienie faszystowskich szumowin  i nowy karabin snajperski z dedykacją likwidatorowi faszystów, snajperowi J.A.Nikołajewowi.